# Max Strutt
Maximilian Julius Otto Strutt (Surakarta, Indonésia, 3 de outubro de 1903 — Rüschlikon, 15 de julho de 1992) foi um engenheiro neerlandês.

## Obras
- Lamésche, Mathiéusche und verwandte Funktionen in Physik und Technik, in: Ergebnisse der Mathematik und ihrer Grenzgebiete, Bd. 1, Nr. 3, J. Springer, Berlim 1932
- Moderne Mehrgitter-Elektronenröhren; Bau, Arbeitsweise, Eigenschaften, Elektrophysikalische Grundlagen, J. Springer, Berlim, 2. Ed. 1940
- Reelle Eigenwerte verallgemeinerter Hillscher Eigenwertaufgaben 2. Ordnung, Mathematische Zeitschrift - MATH Z, Bd. 49, 1943, Nr. 1, p. 593-643
- com Gregor Čremošnik: Bestimmung von ebenen sowie von kreis- und kugelsymmetrischen Raumladungsfeldern mit Hilfe einfacher Widerstandsketten mit zusätzlichen Stromquellen, Zeitschrift Fur Angewandte Mathematik Und Physik - ZAMP, Bd. 8, 1957, Nr. 5, S. 329-360
- com Baechtold, W.; Kotyczka, W.: Computerized Calculation of Small Signal and Noise Properties of Microwave Transistors, IEEE Transactions on Microwave Theory and Techniques,  Vol. 17, Issue 8, Aug.1969, pp. 614-619
- com Kotyczka, W.; Leupp, A.: Computer-aided determination of two-port noise parameters (CADON), Proceedings of the IEEE, Vol. 58, 1970, Issue 11, pp. 1850 - 1851
- com Hartmann, K.; Kotyczka, W.: Computer-Aided Determination of the Small-Signal Equivalent Network of a Bipolar Microwave Transistor, IEEE Transactions on Microwave Theory and Techniques,  Vol. 20, Issue 2, Feb. 1972, pp. 120-126